# Pannon laposfutó
A pannon laposfutó (Parazuphium chevrolatii praepannonicum) rovaralfaj, a futrinkafélék (Carabidae) családjában. A rovart először Endrőd-Younga Sebestyén találta meg 1953-ban és írta le Zuphium praepannonicum néven 1958-ban. Ekkor a faj a Zuphuim nem legészakibb elterjedéssel rendelkező tagja volt. 1981-ben került a Parazuphium nembe, a P. chevrolatii 6 alfajának egyikeként. Első megtalálása után 61 évig nem került elő hazánk területéről, így az 1990-es Vörös Könyv kihalt fajként említi. 2014-ben Magyarországon újra felfedezték.

## Előfordulása
A pannon laposfutó a Kárpát-medence endemikus bogara. Összesen három élőhelyről ismert, a holotípust Királyegyháza mellett gyűjtötték. A második példányt a szlovákiai Garamszentbenedeken találták meg 1991-ben, majd 2014-ben Magyarországon az Esztergom melletti Tábla-hegyről került elő 3 példány.

## Megjelenése
A bogár apró termetű, hossza 5,7 mm körül van. Életmódjából adódóan pigmentáltsága jelentősen visszafejlődött, színe halovány, barnás, sárgás. Szeme apró, de viszonylag jól fejlett. Csápjai hosszúak, testét hosszú, fejlett tapintóserték borítják ritkásan. Szárnyai visszafejlődtek. Szárnyfedői rövidek, a potroh hátsó részét fedetlenül hagyják.

## Életmódja
Mivel eddig összesen három alkalommal találták meg a fajt, életmódjáról rendkívül keveset tudunk. Rejtett életmódot folytat, mélyen a talajba ágyazott kövek alatt bukkantak a példányokra.